# 풋볼

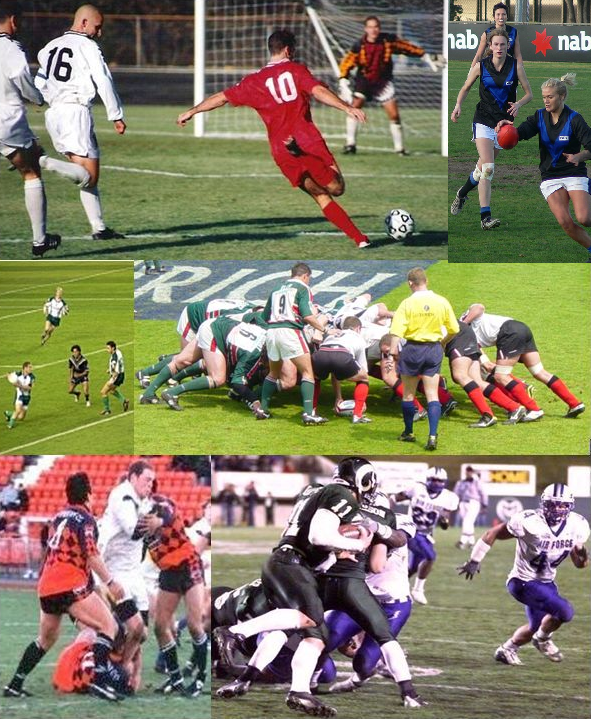
여러 가지 종류의 풋볼

풋볼(football)은 발을 이용한 구기 스포츠를 가리키는 영어 단어이다.
많은 나라(미국식 영어를 쓰는 지역)에서 풋볼은 축구(soccer)를 가리키지만, 나라와 지역에 따라선 그 곳에서 가장 인기있는 다른 스포츠를 가리키기도 한다. 모두 발을 이용한 구기 종목이라는 공통점이 있지만, 손의 사용이 주가 되는 종목도 있다.
한편, football은 해당 경기종목에서 사용되는 공을 가리키는 단어이기도 하다.

## 종류

#### 축구
- 축구: FIFA와 국제축구평의회(IFAB)에서 정한 규칙을 따르는 구기 종목을 가리킨다. 대부분의 나라에서 football은 이 종목을 가리키며, soccer라는 단어를 사용하는 나라에서도 축구협회의 이름에는 football을 쓰는 경우가 많다. 축구에는 다음과 같이 변형, 파생된 종목들이 있다.
  - 풋살
  - 비치사커
  - 장애인축구: 지적장애인축구(11인제), 청각장애인축구(11인제), 시각장애인축구(5인제), 뇌성마비장애인축구(7인제)

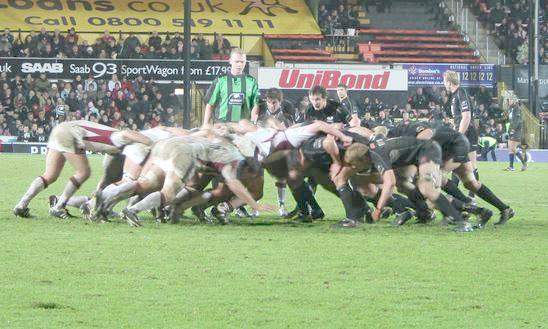
럭비 풋볼 경기 모습

#### 럭비와 관련 종목
- 럭비 (Rugby football): 잉글랜드의 럭비학교에서 생겨난 손을 사용할 수 있는 풋볼 종목이다. 럭비는 규칙이 약간 다른 럭비 유니온과 럭비 리그 두 종류로 나뉘는데, 대한민국에서 가리키는 럭비는 일반적으로 럭비 유니온 방식이다.
  - 럭비 리그 (Rugby league): 오스트레일리아의 뉴사우스웨일스, 퀸즐랜드 등 몇몇 지방에서 풋볼은 이 종목을 가리킨다. 흔히 리그(league)라고 부르기도 한다.
    - 9인제 럭비 (Rugby league nines)

  - 럭비 유니온 (Rugby union): 뉴질랜드와 웨일스 같이 럭비가 매우 인기 있는 나라에서 풋볼은 럭비를 가리키는 경우가 많다.
    - 7인제 럭비 (Rugby sevens)

- 미식 축구 (American football): 일반적으로 미국에서 풋볼은 미식 축구를 가리킨다.

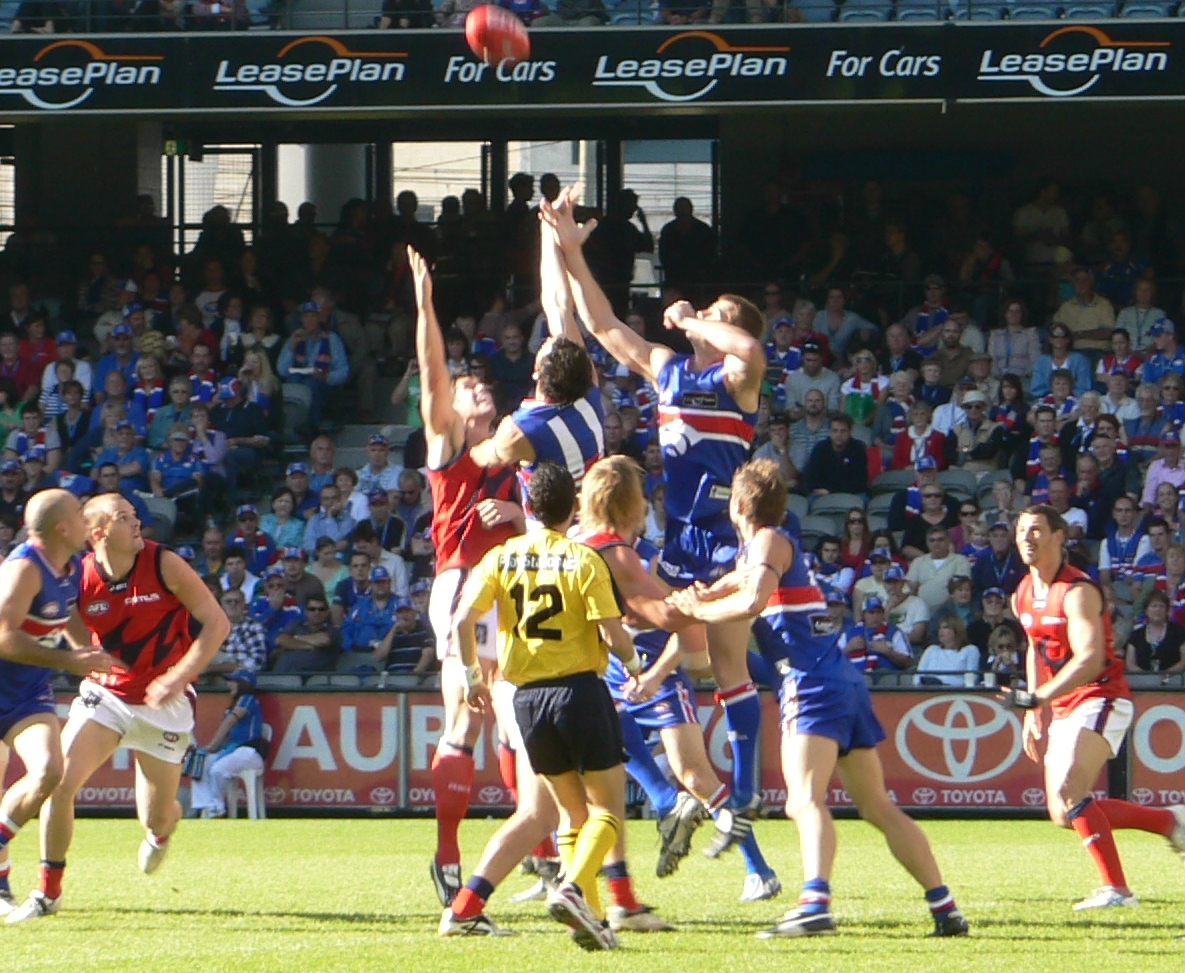
호주와 아일랜드의 인터룰 풋볼 경기

- 캐나다식 축구 (Canadian football): 미식 축구와 비슷한 방식의 스포츠이며, 일반적으로 캐나다에서 풋볼은 캐나다식 축구를 가리킨다.

#### 오스트레일리아와 아일랜드식
- 오스트레일리아식 풋볼 (Australian rules football): 오스트레일리아에서 풋볼은 보통 오스트레일리아식 풋볼(Australian football 또는 Aussie rules이라고도 한다)을 가리킨다. AFL에서 주관한다.
- 갤릭 풋볼 (Gaelic football): 아일랜드에서 풋볼은 보통 갤릭 풋볼을 가리킨다. 게일 체육 협회(GAA)에서 주관한다.
- 인터룰 풋볼 (International football): 오스트레일리아와 아일랜드의 공통된 풋볼 규칙에 따른 풋볼 경기

## 축구를 제외한 주요 풋볼 종목별 비교
|                                      | 럭비 유니온               | 럭비 유니온               | 럭비 리그                 | 미식 축구                       | 캐나다식 축구                   | 오스트레일리아식 풋볼                 | 갤릭 풋볼                    |
| 15인제                               | 7인제                     |                           | 럭비 리그                 | 미식 축구                       | 캐나다식 축구                   | 오스트레일리아식 풋볼                 | 갤릭 풋볼                    |
| ------------------------------------ | ------------------------- | ------------------------- | ------------------------- | ------------------------------- | ------------------------------- | ------------------------------------- | ---------------------------- |
| 선수의 수                            | 15                        | 7                         | 13                        | 11                              | 12                              | 18                                    | 15                           |
| 스크럼/ 스크리미지                   | 8 (3-4-1)                 | 3                         | 6 (3-2-1)                 | (최소) 7                        | (최소) 7                        | X                                     | X                            |
| 공                                   | 타원형 (럭비공)           | 타원형 (럭비공)           | 타원형 (럭비공)           | 끝이 뾰족 (미식축구공)          | 끝이 뾰족 (미식축구공)          | 타원형                                | 둥근 공                      |
| 경기장                               | 직사각형 (120~144 × 70 m) | 직사각형 (120~144 × 70 m) | 직사각형 (112~122 × 68 m) | 직사각형 (109.7 × 48.8 m)       | 직사각형 (100.6 × 59.4 m)       | 타원형 (장축 135~185, 단축 110~155 m) | 직사각형 (130~145 × 80~90 m) |
| 골문                                 | H-모양                    | H-모양                    | H-모양                    | 포크 모양                       | 포크 모양                       | 4개의 골포스트                        | H-모양 (그물 포함)           |
| 득점                                 | 트라이 5                  | 트라이 5                  | 트라이 4                  | 터치다운 6                      | 터치다운 6                      | 골 6                                  | 골 3                         |
| 득점                                 | 컨버전킥 2                | 컨버전킥 2                | 컨버전킥 2                | 킥한 다음 터치다운 1            | 킥한 다음 터치다운 1            | 넘기기 1                              | 득점 1                       |
| 득점                                 | 페널티골 3                | 페널티골 3                | 페널티골 2                | 런 다음 터치다운 2              | 필드골 3                        |                                       |                              |
| 득점                                 | 드롭골 3                  |                           | 드롭골 1                  | 필드골 3                        | 세이프티 2                      |                                       |                              |
| 득점                                 |                           |                           |                           | 세이프티 2                      | 루지 포인트 1                   |                                       |                              |
| 허용되는 공 전달                     | 들고 달리기               | 들고 달리기               | 들고 달리기               | 들고 달리기                     | 들고 달리기                     | 들고 달리기                           | 트래핑 또는 바운드 드리블    |
| 허용되는 공 전달                     | 뒤로 패스                 | 뒤로 패스                 | 뒤로 패스                 | 패스                            | 패스                            | 피스팅                                | 피스팅                       |
| 허용되는 공 전달                     | 킥                        | 킥                        | 킥                        | 킥 (펀트)                       | 킥 (펀트, 드리블)               | 킥                                    | 킥                           |
| 허용되지 않는 공 전달                | 포워드 패스/ 스로 포워드  | 포워드 패스/ 스로 포워드  | 포워드 패스/ 스로 포워드  | X                               | X                               | 패스, 스로우                          | 들고 달리기                  |
| 경기장 밖으로 공이 나간 후 경기 진행 | 라인아웃                  | 라인아웃                  | 스크럼                    | 스크리미지                      | 스크리미지                      | 심판에 의한 스로인이나 프리킥         | 손에 올려 프리킥             |
| 공 점유 자동전환                     | X                         | X                         | 여섯 차례 연속 태클 후    | 10 야드 전진을 못한 채 4번 다운 | 10 야드 전진을 못한 채 3번 다운 | X                                     | X                            |

## 같이 보기
- 족구 : 발을 이용한 한국식 구기종목
- 세팍타크로 : 발을 이용한 동남아시아식 구기종목